# Institutions de physique
Institutions de physique est un ouvrage d'Émilie du Châtelet (1706-1749), femme de lettres, mathématicienne et physicienne française. Il est initialement paru en français, puis a connu plusieurs traductions.

## L’œuvre

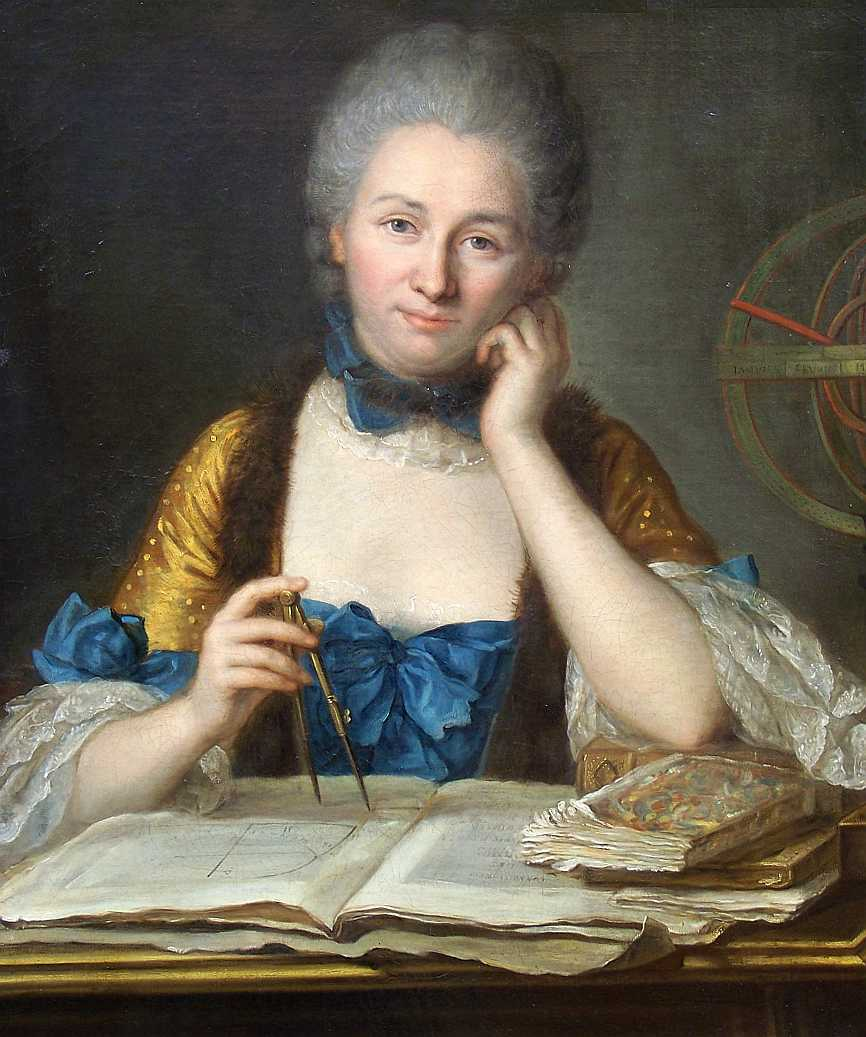
M^{me} Du Châtelet à sa table de travail, détail (XVIIIe siècle). Peinture de Quentin de La Tour.

Initialement, Émilie du Châtelet envisageait un manuel pour son fils ; dans cet ouvrage, elle tente de concilier la physique d'Isaac Newton et la métaphysique de Gottfried Wilhelm Leibniz. Quelques années auparavant, alors qu'elle était âgée de 27 ans, Émilie du Châtelet avait découvert Newton grâce à l'écrivain et philosophe Voltaire ; ayant délaissé son ancienne vie mondaine, Mme du Châtelet avait ensuite eu une formation solide en physique auprès de deux membres de l'Académie des sciences française : Pierre Louis Moreau de Maupertuis et Alexis Claude Clairaut. Voltaire et la marquise du Châtelet ont fortement diffusé les idées de Newton en Europe à l'époque. Émilie du Châtelet avait concouru au prix de l’Académie des sciences Sur la nature du feu en 1737 ; le prix était allé à Leonhard Euler, mais l'Académie des sciences imprima le mémoire de Mme du Châtelet. Cette dernière prit ensuite des leçons du mathématicien allemand Samuel Koenig, qui lui fit découvrir les théories de Leibniz. C'est à la suite de cela que Mme du Châtelet écrit le traité Institutions de physique.
Publiée en 1740, cette œuvre entraîne une polémique avec le secrétaire de l'Académie des sciences, le mathématicien, astronome et géophysicien Jean-Jacques Dortous de Mairan, à propos de la théorie des forces. Deux ans plus tard, paraît une deuxième édition qui intègre l'ensemble des éléments du débat ; des traductions sont également publiées en allemand et en italien,.
L'auteure fait partie des dix savants les plus célèbres de son époque, selon la Décade d’Augsbourg. En 1746, elle est élue à l'université de Bologne, seule université européenne de l'époque ouverte aux femmes.
Certains passages du manuscrit sont plagiés par Jean-Baptiste de La Chapelle dans le tome 8 de l'Encyclopédie, publié en 1766.

## Éditions
La première édition paraît est éditée par Prault fils en 1740 à Paris, ; la seconde paraît deux ans plus tard. Une troisième édition paraît en 1744.

## Travaux ultérieurs
Peu après[réf. nécessaire], Émilie du Châtelet décide, afin d'aller au-delà du débat Leibniz-Newton, de faire une traduction et un commentaire des Philosophiae naturalis principia mathematica de Newton (1687) ; les deux tomes seront publiés à titre posthume en 1759. Elle en fait une traduction majeure, tant du point de vue scientifique que du point de vue méthodologique.

#### Éditions en ligne
- Institutions de physique (1740), sur Gallica